# Lilla Mörttjärnen (Färnebo socken, Värmland)
Lilla Mörttjärnen är en sjö i Filipstads kommun i Värmland och ingår i Göta älvs huvudavrinningsområde. Sjön är 13,2 meter djup, har en yta på 0,03 kvadratkilometer och är belägen 221,7 meter över havet.